# Сегонцано
Сегонцано (итал. Segonzano) је насеље у Италији у округу Тренто, региону Трентино-Јужни Тирол.
Према процени из 2011. у насељу је живело 773 становника. Насеље се налази на надморској висини од 721 м.

## Становништво
Према резултатима пописа становништва 2011. у општини је живело 1.531 становника.
| 1931. | 1936. | 1951. | 1961. | 1971. | 1981. | 1991. | 2001. | 2011. |
| ----- | ----- | ----- | ----- | ----- | ----- | ----- | ----- | ----- |
| 1.780 | 1.669 | 1.818 | 1.805 | 1.642 | 1.437 | 1.354 | 1.438 | 1.531 |